# CSU/DSU
CSU/DSU (do inglês, Unidade de Serviço de Canal/Unidade de Serviço de Dados) é um dispositivo que converte os sinais digitais gerados pelo computador para sinais digitais utilizados no ambiente de comunicação síncrona.
Operando na camada física do modelo OSI, ele é usado para conectar um roteador em um circuito digital tal como linhas T1 ou T3.